# Ständiger Ausschuss für geographische Namen

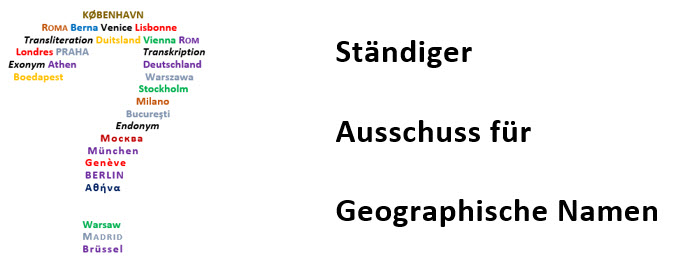
Logo

Der Ständige Ausschuss für geographische Namen (StAGN) ist ein für die Standardisierung geographischer Namen im deutschen Sprachraum zuständiges Expertengremium. Es handelt sich um ein selbstständiges wissenschaftliches Gremium ohne hoheitliche Funktionen mit Sitz in Frankfurt am Main.

## Aufgaben und Arbeitsweise
Zentrale Aufgaben des Ständigen Ausschusses für geographische Namen stellen die Empfehlung, Förderung und Erarbeitung von Regeln für den einheitlichen Gebrauch geographischer Namen dar. Diese Agenden sind 1975 in einer Geschäftsordnung festgelegt worden, die 2010 aktualisiert wurde.
Ziel der Aktivitäten des StAGN ist die Vereinheitlichung des amtlichen und privaten Gebrauchs von geographischen Namen im deutschen Sprachgebiet durch Herausgabe entsprechender Empfehlungen und Richtlinien. Diese werden durch den StAGN im In- und Ausland und in internationalen Gremien vertreten. Zu diesem Zweck wirkt er bei geographischen Namensverzeichnissen mit, die den Empfehlungen und Resolutionen der Vereinten Nationen zur Standardisierung geographischer Namen folgen sollen. Die vom StAGN erarbeiteten und auf seiner Homepage veröffentlichten Publikationen umfassen z. B. in regelmäßigen Abständen überarbeitete Listen und Empfehlungen der im deutschen Sprachgebiet verwendeten Endonyme und deutscher Exonyme ausländischer Staatsnamen.
Die Geschäftsstelle des Ständigen Ausschusses für geographische Namen ist am Bundesamt für Kartographie und Geodäsie (BKG) in Frankfurt am Main angesiedelt. Diese Fachbehörde des Bundes ist ihrer Natur nach am meisten mit geographischen Namen befasst. Dort finden teilweise auch die halbjährlichen Sitzungen des Ausschusses statt. Seine ständigen, nichtständigen und korrespondierenden Mitglieder werden durch Wahl bestimmt und arbeiten ehrenamtlich.

## Zusammensetzung
Der Ausschuss setzt sich aus Vertretern diverser mit geographischen Namen befasster Einrichtungen der Bundesrepublik Deutschland sowie anderer Länder, in denen die deutsche Sprache einen amtlichen Status hat, zusammen:
- Arbeitsgemeinschaft der Vermessungsverwaltungen der Länder der Bundesrepublik Deutschland (AdV)
- Auswärtiges Amt (AA)
- Bibliographisches Institut & F. A. Brockhaus/Dudenredaktion
- Bundesministerium für Verkehr/Bundesamt für Seeschifffahrt und Hydrographie (BSH)
- Bundesministerium des Innern/Bundesamt für Kartographie und Geodäsie (BKG)
- Bundesministerium der Verteidigung/Zentrum für Geoinformationswesen der Bundeswehr (ZGeoBw)
- Deutsche Akademie für Landeskunde
- Deutsche Nationalbibliothek (DNB) und Staatsbibliothek zu Berlin
- Deutsche Gesellschaft für Geographie (DGfG)
- Deutsche Gesellschaft für Kartographie (DGfK)
- Deutsches Institut für Normung (DIN)
- Gesellschaft für deutsche Sprache (GfdS)
- Leibniz-Institut für Länderkunde (IfL)
- Ständige Konferenz der Kultusminister der Länder in der Bundesrepublik Deutschland (KMK)
- Statistisches Bundesamt
- Verband Kartografischer Verlage in Deutschland (VKViD)
- Vertreter der Deutschsprachigen Gemeinschaft Belgiens
- Vertreter österreichischer Institutionen, unter anderem die Arbeitsgemeinschaft für Kartographische Ortsnamenkunde (AKO)
- Vertreter schweizerischer Institutionen, unter anderem das Bundesamt für Landestopografie (swisstopo) und Vertreter der Schweizer Namenforschung
- Vertreter Südtiroler Institutionen

## Geschichte
1952 erfolgte die Gründung eines Arbeitskreises Namengebung und Namensschreibung der Deutschen Gesellschaft für Kartographie (DGfK) beim Institut für Landeskunde in Bad Godesberg. Nachdem sich 1959 die Expertengruppe der Vereinten Nationen für geographische Namen (United Nations Group of Experts on Geographical Names – UNGEGN) konstituiert hatte, wurde durch das Bundesinnenministerium der Ständige Ausschuss für die Rechtschreibung geographischer Namen ins Leben gerufen, der seine Geschäftsstelle am Institut für Landeskunde hatte. Dieser wurde 1965 in Ständiger Ausschuss für geographische Namen (StAGN) umbenannt. 1973 wechselte die Geschäftsstelle des StAGN von der nunmehrigen Bundesforschungsanstalt für Landeskunde und Raumordnung (Bonn-Bad Godesberg) an das Institut für Angewandte Geodäsie (IfAG), der Vorläufereinrichtung des Bundesamts für Kartographie und Geodäsie (BKG) in Frankfurt am Main.
1996 wurde die 100. Sitzung des StAGN mit einem Internationalen Symposium über geographische Namen in Wien begangen. Dessen zweite Auflage fand unter dem Titel GeoNames 2000 im Jahr 2000 in Frankfurt am Main statt. Im darauffolgenden Jahr richtete der StAGN den internationalen Workshop GeoNames 2001 in Berchtesgaden aus. Ein Jahr später war der StAGN maßgeblich an der Ausrichtung der 8. Konferenz der Vereinten Nationen zur Standardisierung geographischer Namen in Berlin beteiligt. Das 50-jährige Bestehen des StAGN wurde 2009 mit einer Festveranstaltung im Polnischen Institut Leipzig begangen. 2014 fand eine erste gemeinsame Sitzung der Kommissionen für geographische Namen Polens und dem StAGN im Rathaus Görlitz statt.
StAGN-Vorsitzende:
- 1959–1976 Emil Meynen
- 1976–1982 Josef Breu (zeitgleich Vorsitzender der UNGEGN)
- 1982–1991 Herbert Liedtke
- 1991–1994 Karl August Seel
- 1994–2009 Jörn Sievers (zeitgleich stellvertretender Vorsitzender der UNGEGN)
- 2009–2022 Helge Paulig
- seit 2022 Andreas Dix

## Veröffentlichungen des StAGN (Auswahl)
- Auswahl geografischer Namen der Ukraine in verschiedenen Umschriftsystemen, 2024
- Liste der Staatennamen und ihrer Ableitungen im Deutschen mit Anhang: Liste der Namen ausgewählter nichtselbstständiger Gebiete. 15. Ausgabe, 2024
- Empfehlungen zur Benennung von Verkehrsflächen in Deutschland. Beschlossen auf der 144. StAGN-Sitzung, 2018 (PDF)
- Geographische Namen in den deutschen Küstengewässern. Beiheft zu Blatt 1. Niedersächsische Küste. Ostfriesische Küste, Mündungen der Ems, Jade und Weser. 2. Auflage, 2017 (PDF; 4,4 MB)
- Empfehlungen und Hinweise für die Schreibweise geographischer Namen für Herausgeber von Kartenwerken und anderen Veröffentlichungen für den internationalen Gebrauch. Bundesrepublik Deutschland. 6. überarbeitete Ausgabe, 2016 (PDF; 3,3 MB)
- Liste der Staatennamen und ihrer Ableitungen im Deutschen mit Anhang: Liste der Namen ausgewählter nichtselbstständiger Gebiete. 14. Ausgabe, 2021.
- Stellungnahme des StAGN zum Gebrauch von deutschsprachigen Exonymen. Beschlossen auf der 129. StAGN-Sitzung, 2011.
- Deutsches Glossar zur toponymischen Terminologie. Deutsches Wörterverzeichnis zur Fachsprache der geographischen Namenkunde. Bearbeitet vom Ständigen Ausschuss für geographische Namen (StAGN) auf der Grundlage der vom Arbeitskreis Terminologie der Sachverständigengruppe der Vereinten Nationen für geographische Namen (UNGEGN) zusammengestellten englischen Versionen des Glossary of Topomymic Terminology. 3. Ausgabe, 2010 (PDF; 434 kB)
- Ausgewählte Exonyme der deutschen Sprache. Deutsche Namen und ihre phonetische Umschriftung für geographische Objekte in Ländern oder Gebieten ohne deutsche Amtssprache. Bearbeitet vom Ständigen Ausschuss für geographische Namen (StAGN) in Zusammenarbeit mit dem Bundesamt für Kartographie und Geodäsie (BKG), Frankfurt am Main und der Aussprachedatenbank der ARD beim Hessischen Rundfunk, Frankfurt am Main. 2. Ausgabe, 2002 (PDF; 354 kB)
- Anwendung der Neuregelung der deutschen Rechtschreibung auf geographische Namen. Empfehlung des Ständigen Ausschusses für geographische Namen (StAGN), beschlossen auf der 106. Arbeitssitzung, 1999 (PDF)